# James Monroe Ingalls
James Monroe Ingalls (* 25. Januar 1837 in Sutton, Vermont; † 1. Mai 1927 in Providence, Rhode Island) war ein US-amerikanischer Offizier  und Ballistiker.
Ingalls wuchs als jüngstes von neun Geschwistern in Clinton, Massachusetts, auf. Nach seinem Schulabschluss 1856 zog er mit seinen Eltern nach Madison, Wisconsin. Ab 1860 war er Mathematiklehrer am Evansville Seminary in Wisconsin. 1864/65 nahm er als Infanterie-Unteroffizier und zuletzt Leutnant (First Lieutenant) am Bürgerkrieg teil. Er blieb nach dem Krieg bei der Armee und diente auf verschiedenen Posten in den Südstaaten (Tennessee, Georgia, Alabama). 1871 wechselte er dort von der Infanterie zur Artillerie, besuchte die Artillerieschule in Fort Monroe in Virginia (Abschluss 1872) und war 1877/78 Professor für Militärwissenschaften, Taktik und Mathematik an der West Virginia University. 1880 wurde er Artillerie-Hauptmann und kommandierte eine Batterie auf Governors Island im New Yorker Hafen. 1882 war er in gleicher Funktion in Fort Monroe, organisierte aber gleichzeitig den Ballistikunterricht in der Artillerieschule in Fort Monroe neu, wo er 1882 First Instructor wurde, was er bis zur Auflösung der Schule im Spanisch-Amerikanischen Krieg 1898 blieb. Er gab aber vorher und nachher auch Unterricht in anderen Fächern wie Elektrotechnik für Torpedos und Signalwesen. 1897 wurde er Major und 1900 Oberstleutnant. 1901 ging er in den Ruhestand, wurde aber noch 1904 zum Oberst befördert.
Er war zweimal verheiratet: in erster Ehe ab 1860 hatte er zwei Kinder (seine Frau und sein Sohn starben 1875 an Typhus in Fort Barrancas in Florida, wo Ingalls stationiert war), in zweiter Ehe ab 1877 hatte er eine Tochter.
Ingalls ballistische Tafeln waren in den USA viele Jahrzehnte in Gebrauch.

## Schriften
- Exterior Ballistics, New York, Van Nostrand, 1886, zuerst 1883
- Ballistic Machines, 1885
- Handbook of Problems in Exterior Ballistics, 1890, 1901
- Ballistic Tables, 1891, 1900, überarbeitete Ausgabe United States Government Printing Office 1918
- Interior Ballistics, 1894, 3. Auflage John Wiley, New York (und Chapman, London) 1912
- Ballistics for the Instruction of Artillery Gunners, 1893

| Personendaten    | Personendaten                              |
| ---------------- | ------------------------------------------ |
| NAME             | Ingalls, James Monroe                      |
| KURZBESCHREIBUNG | US-amerikanischer Offizier und Ballistiker |
| GEBURTSDATUM     | 25. Januar 1837                            |
| GEBURTSORT       | Sutton, Vermont                            |
| STERBEDATUM      | 1. Mai 1927                                |
| STERBEORT        | Providence, Rhode Island                   |